# Kommunalwahlen in Bayern 2008
Die Kommunalwahlen in Bayern im Jahr 2008 fanden am 2. März statt, die Stichwahlen am 16. März. Insgesamt standen 17 Oberbürgermeister in kreisfreien Städten und 62 Landräte zur Wahl.
Die Wahlbeteiligung lag bei 59,5 %. Die CSU wurde mit 40,0 % stärkste Partei, musste jedoch deutliche Verluste hinnehmen und erzielte ihr schlechtestes Gesamtergebnis seit 1966 (ebenfalls 40,0 %). Die SPD erreichte mit 22,6 % ihr schlechtestes Ergebnis in der Nachkriegszeit.
Die nächsten Kommunalwahlen in Bayern 2014 fanden am 16. März 2014 statt (siehe auch: Kommunalwahlen in Bayern 2014).

## Ergebnis

### Gewählte Oberbürgermeister und Landräte am 2. und 16. März 2008
| Wahlvorschlag                    | Oberbürgermeister | Landräte | Zusammen |
| -------------------------------- | ----------------- | -------- | -------- |
| CSU                              | 9                 | 40       | 49       |
| CSU und andere                   | 1                 | 4        | 5        |
| SPD                              | 6                 | 7        | 13       |
| Sonst. gemeinsame Wahlvorschläge | 1                 | 1        | 2        |
| Wählergruppen                    | -                 | 10       | 10       |
| Zusammen                         | 17                | 62       | 79       |

| Kreisfreie Stadt | Oberbürgermeister(in) | Wahlvorschlag       | Bem.  |
| ---------------- | --------------------- | ------------------- | ----- |
| Amberg           | Wolfgang Dandorfer    | CSU                 |       |
| Ansbach          | Carda Seidel          | BAP-FW/ödp          | 1) 3) |
| Augsburg         | Kurt Gribl            | CSU                 | 1) 3) |
| Coburg           | Norbert Kastner       | SPD                 |       |
| Erlangen         | Siegfried Balleis     | CSU                 |       |
| Fürth            | Thomas Jung           | SPD                 |       |
| Ingolstadt       | Alfred Lehmann        | CSU                 |       |
| Kaufbeuren       | Stefan Bosse          | CSU                 |       |
| Kempten (Allgäu) | Ulrich Netzer         | CSU/Freie Wähler-ÜP |       |
| München          | Christian Ude         | SPD                 |       |
| Nürnberg         | Ulrich Maly           | SPD                 |       |
| Passau           | Jürgen Dupper         | SPD                 | 1) 2) |
| Regensburg       | Hans Schaidinger      | CSU                 | 1)    |
| Rosenheim        | Gabriele Bauer        | CSU                 |       |
| Schwabach        | Matthias Thürauf      | CSU                 | 1) 3) |
| Straubing        | Markus Pannermayr     | CSU                 | 1) 3) |
| Würzburg         | Georg Rosenthal       | SPD                 | 1) 2) |

1) Stichwahl

2) zuvor CSU

3) zuvor SPD

| Landkreis                           | Landrat/Landrätin    | Wahlvorschlag          | Bem |
| ----------------------------------- | -------------------- | ---------------------- | --- |
| Aichach-Friedberg                   | Christian Knauer     | CSU                    |     |
| Altötting                           | Erwin Schneider      | CSU                    |     |
| Amberg-Sulzbach                     | Richard Reisinger    | CSU                    | 1)  |
| Ansbach                             | Rudolf Schwemmbauer  | CSU                    |     |
| Aschaffenburg                       | Ulrich Reuter        | CSU                    |     |
| Augsburg                            | Martin Sailer        | CSU                    |     |
| Bad Kissingen                       | Thomas Bold          | CSU                    |     |
| Bad Tölz-Wolfratshausen             | Josef Niedermaier    | FW                     | 1)  |
| Bamberg                             | Günther Denzler      | CSU                    |     |
| Bayreuth                            | Hermann Hübner       | CSU                    |     |
| Berchtesgadener Land                | Georg Grabner        | CSU                    |     |
| Cham                                | Theo Zellner         | CSU                    |     |
| Coburg                              | Michael C. Busch     | SPD                    | 1)  |
| Dachau                              | Hansjörg Christmann  | CSU                    |     |
| Deggendorf                          | Christian Bernreiter | CSU/Junge Liste        |     |
| Dingolfing-Landau                   | Heinrich Trapp       | SPD                    |     |
| Donau-Ries                          | Stefan Rößle         | CSU/Junge Bürger e. V. |     |
| Ebersberg                           | Gottlieb Fauth       | CSU                    |     |
| Eichstätt                           | Anton Knapp          | CSU                    |     |
| Erding                              | Martin Bayerstorfer  | CSU                    |     |
| Erlangen-Höchstadt                  | Eberhard Irlinger    | SPD                    |     |
| Forchheim                           | Reinhardt Glauber    | FW                     |     |
| Freising                            | Michael Schwaiger    | FW                     | 1)  |
| Freyung-Grafenau                    | Ludwig Lankl         | CSU/Junge Wähler Union | 1)  |
| Fürstenfeldbruck                    | Thomas Karmasin      | CSU                    |     |
| Fürth                               | Matthias Dießl       | CSU                    |     |
| Garmisch-Partenkirchen              | Harald Kühn          | CSU                    |     |
| Günzburg                            | Hubert Hafner        | CSU                    |     |
| Haßberge                            | Rudolf Handwerker    | CSU                    |     |
| Hof                                 | Bernd Hering         | SPD                    |     |
| Kulmbach                            | Klaus Peter Söllner  | FW/CSU                 |     |
| Landsberg am Lech                   | Walter Eichner       | CSU                    |     |
| Landshut                            | Josef Eppeneder      | CSU                    |     |
| Lindau (Bodensee)                   | Elmar Stegmann       | CSU                    | 1)  |
| Main-Spessart                       | Thomas Schiebel      | FW                     | 1)  |
| Miesbach                            | Jakob Kreidl         | CSU                    |     |
| Miltenberg                          | Roland Schwing       | CSU                    |     |
| Mühldorf am Inn                     | Georg Huber          | CSU                    |     |
| München                             | Johanna Rumschöttel  | SPD                    | 1)  |
| Neuburg-Schrobenhausen              | Roland Weigert       | FW                     | 1)  |
| Neumarkt in der Oberpfalz           | Albert Löhner        | CSU                    |     |
| Neustadt an der Aisch-Bad Windsheim | Walter Schneider     | FW/UWG                 |     |
| Neustadt an der Waldnaab            | Simon Wittmann       | CSU                    |     |
| Neu-Ulm                             | Erich Josef Geßner   | CSU                    |     |
| Nürnberger Land                     | Armin Kroder         | FW                     | 1)  |
| Landkreis Oberallgäu                | Gebhard Kaiser       | CSU                    |     |
| Landkreis Ostallgäu                 | Johann Fleschhut     | FW                     |     |
| Passau                              | Franz Meyer          | CSU/BU                 |     |
| Pfaffenhofen an der Ilm             | Josef Schäch         | FW                     | 1)  |
| Regen                               | Heinz Wölfl          | CSU                    |     |
| Regensburg                          | Herbert Mirbeth      | CSU                    |     |
| Rhön-Grabfeld                       | Thomas Habermann     | CSU                    |     |
| Rosenheim                           | Josef Neiderhell     | CSU                    |     |
| Schwandorf                          | Volker Liedtke       | SPD                    |     |
| Starnberg                           | Karl Roth            | CSU                    | 1)  |
| Straubing-Bogen                     | Alfred Reisinger     | CSU                    |     |
| Tirschenreuth                       | Wolfgang Lippert     | FW                     | 1)  |
| Traunstein                          | Hermann Steinmaßl    | CSU                    |     |
| Weilheim-Schongau                   | Friedrich Zeller     | SPD                    | 1)  |
| Weißenburg-Gunzenhausen             | Franz Xaver Uhl      | CSU                    |     |
| Wunsiedel im Fichtelgebirge         | Karl Döhler          | CSU                    |     |
| Würzburg                            | Eberhard Nuß         | CSU                    | 1)  |

### Parteien im Einzelnen

#### CSU
Die CSU musste fast flächendeckend Stimmenverluste hinnehmen und erzielte mit 40 % das schlechteste landesweite Ergebnis bei einer Kommunalwahl seit 1966; sie blieb aber mit deutlichem Abstand vor der SPD stärkste Partei. In Weiden in der Oberpfalz halbierte sich der Stimmenanteil fast. Dort sowie in Nürnberg musste sie ihre Stellung als stärkste Partei an die SPD abgeben.
In allen Landkreisen wurde dagegen die CSU stärkste Partei.

#### SPD
Die SPD musste ebenfalls Stimmenverluste hinnehmen und erzielte mit 22,6 % ihr schlechtestes Ergebnis in der Nachkriegszeit. Ihre Oberbürgermeisterämter in München und Nürnberg konnte sie jedoch fast mit Zweidrittelmehrheit verteidigen.
Die SPD wurde in den kreisfreien Städten München, Nürnberg, Coburg und Weiden in der Oberpfalz stärkste Partei und errang in Fürth sogar die absolute Mehrheit.
Zudem konnte sie sich überraschend zum ersten Mal seit 1949 bei der Landratswahl im Landkreis München durchsetzen.

#### GRÜNE
Die GRÜNEN zählten zu den Gewinnern der Kommunalwahl. Im Landkreis Freising schaffte es der Landtagsabgeordnete Christian Magerl bei der Landratswahl, in den zweiten Wahlgang zu gelangen, den er jedoch verlor. Mit 8,2 % der Stimmen erzielten die Grünen ihr bis dahin bestes Ergebnis bei bayerischen Kommunalwahlen.

#### Wählergruppen
Eine Steigerung um 3,4 % auf 19,0 % der Stimmen erreichten die unabhängige Wählergruppen. Dazu zählen auch die im Verband Freie Wähler Bayern e. V. organisierten Wählergruppen, die nicht gesondert erfasst wurden.

#### FDP
Die FDP erhielt 3,8 % der Stimmen. Dies ist das beste Ergebnis der Partei bei bayerischen Kommunalwahlen seit 50 Jahren.

#### ödp
Die ödp konnte die Anzahl ihrer kommunalen Mandate von 239 auf 324 steigern. In Passau erzielte die ödp mit 15,2 % ihren deutschlandweit bislang größten Wahlerfolg auf Ebene der Landkreise und kreisfreien Städte.